# Tatort: Jagdrevier
Jagdrevier ist ein Fernsehfilm aus der Fernseh-Kriminalreihe Tatort der ARD und des ORF. Der Film wurde  vom NDR produziert und am 13. Mai 1973 zum ersten Mal gesendet. Er ist die 29. Folge der Tatort-Reihe und der dritte Fall für Kommissar Finke.

## Handlung
Kurz bevor seine Haftstrafe beendet ist, nutzt der Häftling Dieter „Ditsche“ Brodschella bei Außenarbeiten (Torfstechen) die Gelegenheit zur Flucht. Rachegedanken treiben ihn dazu. Er will Rache nehmen für seine Freundin, die nach einer Silvesterfeier bei dem mächtigsten Mann von Niederau, Immobilieneigentümer Werner Kresch, in dessen Gartenteich tot aufgefunden wurde. Kommissar Finke wird mit dem Auftrag in den kleinen schleswig-holsteinischen Ort geschickt, den Entflohenen aufzuspüren und dem Strafvollzug wieder zuzuführen. Doch so einfach ist das nicht. Der Flüchtige wird von seinen Freunden Molli, dem taubstummen Szenka und Pitti, der Schwester seiner toten Freundin mit Nahrung und Waffen versorgt. Die ihm bestens vertraute Umgebung mit stillgelegten Kiesgruben, verlassenen Höfen, Scheunen und alten Ziegeleien bietet ihm vielfältige Unterschlupfmöglichkeiten.
Kommissar Finke quartiert sich im einzigen Gasthof des Dorfs ein, der dem Wirtsehepaar Heinz und Ina gehört, wobei diese Brodschellas Schwester ist. Dass „irgendwie alle Einwohner miteinander verwandt sind“, wie ihm der Ortspolizist Heise, kurz vor der Pensionierung stehend, mitteilt, kommt als weiteres Hindernis bei Finkes Nachforschungen hinzu. Ihre Auskunftsfreude hält sich daher in Grenzen. Heise weiß, wovon er spricht, ist er doch Stiefschwager des Gesuchten. Molli und Szenka überwachen die Villa von Kresch, der dort mit seiner Partnerin Tina lebt. Nach einem missglückten Anschlag mit einem Jagdgewehr auf Kresch wird Brodschella von Finke in seinem Versteck in der alten Kiesgrube aufgestöbert. Bei der Verfolgung des Flüchtigen stürzt Finke einen steilen Abhang hinab und wird im Sand der Kiesgrube verschüttet. Brodschella gräbt den bewusstlosen Kommissar aus, nimmt dessen Dienstpistole an sich und flieht. Er schickt Finke über den Notruf Hilfe und rettet ihm so das Leben. Er schickt ihm später sogar die Dienstpistole in einem Paket zurück.
Vom örtlichen Arzt erfährt Finke, dass die fünfzehnjährige Heike, Tochter von Kreschs Haushälterin Frau Borcherts, in dessen Haus vergewaltigt wurde als sie aushilfsweise dort putzte. Auch wenn ihre Mutter einen Landstreicher beschuldigt hatte, sieht das Dorf in Kresch den Täter. Die Gastwirtin Ina zeigt Finke eine Zeitungsmeldung: eine alte Frau hat sich das Leben genommen, nachdem ihr Vermieter Kresch die Miete unerträglich erhöht hatte. Unterdessen entschließt sich Kresch, selbst zu handeln und sich nicht auf die Polizei zu verlassen. Durch Beobachtung der Radfahrten von Pitti, die immer wieder Nahrungsmittel liefert, sowie mit von seiner Mieterin Frau Borchert erpressten Informationen kommt Kresch dem Flüchtigen auf die Spur. Er und ein Angestellter bewaffnen sich mit Gewehren und durchstöbern einen verlassenen Bauernhof, der wahrscheinlich Pittis Ziel war. Brodschella und Pitti entgehen ihren Jägern, weil sie sich auf dem Dachboden unter Heu verstecken.
Inzwischen ist auch Finkes Assistent Jessner angekommen und beide machen sich auf die Suche nach Brodschella, wobei Heise Finke das ungefähre Gebiet seines Aufenthalts nennen kann. Bald kann Finke in dem Bauernhof Brodschella erneut aufspüren und sogar entwaffnen. Dieser rechnet jedoch damit, dass Finke ihn nicht kaltblütig erschießen wird und wagt die Flucht. Tatsächlich schießt Finke dann nur in die Luft und lässt ihn entkommen. Später sagt er zu seinem Assistenten Jessner: „Wir sind quitt.“ Es gelingt Finke nach mehrmaligen Versuchen, Heike auf eine Fahrt zu Kreschs Villa davon zu überzeugen, die Wahrheit zu sagen. Kresch hatte sie wie vermutet wirklich vergewaltigt. Nachdem er von seinen Freunden wieder mit Gewehr und Munition ausgestattet wurde, zieht Brodschella zu einem neuen Versteck, der alten Scheune am Fluss.
Als Kresch mit seinem Begleiter den flüchtigen Brodschella in der Scheune aufspürt, schießt er mehrfach mit seinem Zielfernrohrgewehr. Da er nicht sicher ist, ob er diesen getroffen hat, setzt er die Scheune in Brand. Zwischenzeitlich erscheinen auch Finke und Jessner, es kommt zu einer Schießerei mit Pistolen zwischen den Ermittlern und Kresch, während sein Begleiter flieht. Brodschella konnte rechtzeitig aus der brennenden Scheune entkommen und feuert ebenfalls auf Kresch, der schwer getroffen wird. Als ein Krankenwagen erscheint, gibt der Arzt ihm kaum Überlebenschancen, was sich bewahrheitet, denn er stirbt bald darauf. Brodschella entkommt erneut.
Da Finke den flüchtigen Ausbrecher noch immer nicht fassen konnte, schickt sein Chef Mertens eine Polizeihundertschaft aus Eutin, um die Gegend systematisch abzusuchen. Finke hält das für überflüssig, weil er glaubt, dass Brodschella sich bald selbst stellen wird. Nach einigen Stunden des Wartens geschieht genau das: Er kommt in die Gastwirtschaft seiner Verwandten und ergibt sich dem Kommissar, indem er sein Gewehr ablegt. Die polizeiliche Laboranalyse ergibt, dass Finke selbst mit seiner Pistole Kresch tödlich getroffen hat, während Brodschella nur dessen Arm traf. Finke hält dies für strafmildernd, weil er so möglicherweise Jessner das Leben gerettet hat. Zudem hatte Tina ausgesagt, dass Kresch für den Tod von Brodschellas Freundin verantwortlich war.

## Hintergrund
Gedreht wurde primär im Ortskern und der Umgebung der Gemeinde Wohlde in der Landschaft Stapelholm im äußersten Südwesten des Kreises Schleswig-Flensburg in Schleswig-Holstein. Die heutige Muhls Gaststätte diente als Gasthof. Die Szenen in der verlassenen Kiesgrube entstanden am Waldweg westlich von Bergenhusen. Als Drehort für das Anwesen des Immobilienspekulanten Kresch diente hingegen eine Villa am Ortsrand von Nindorf in der Gemeinde Hanstedt, im Landkreis Harburg, im südlichen Hamburger Umland in Niedersachsen.
Bei dem Gastauftritt von Kressin handelt es sich nicht um ein Zusammentreffen im amtlichen Sinn, sondern die Bewohner des Dorfes und Finke schauen den Tatort Kressin und die Frau des Malers im Fernsehen der Dorfschenke an.

## Kritik
TV Spielfilm gibt den Daumen nach oben und bemerkte, „die Finke-‚Tatorte‘ unter der Regie des späteren Hollywood-Regisseurs Petersen gehören zu den frühen Juwelen der Reihe“. Fazit daher: „Wiedersehen macht manchmal Freude!“